# Каракуль (озеро, Таджикистан)
Караку́ль (Ховаркул; тадж. Қарокӯл, от кирг. Кара-Көл — «Чёрное озеро») — бессточное озеро, расположенное в северной части Памира, к югу от Заалайского хребта. Крупнейшее озеро на территории Таджикистана (Горно-Бадахшанская автономная область). Озеро находится в плоской горной котловине на высоте 3914 м, окружено пустынными скалистыми хребтами, на западе подходящими к озеру, на востоке — отстоящими от него на несколько километров. Наибольшая длина озера — 33 км, ширина — 24 км. Площадь поверхности — 380 км². Объём по данным 1978 года, составлял 26,6 км³.

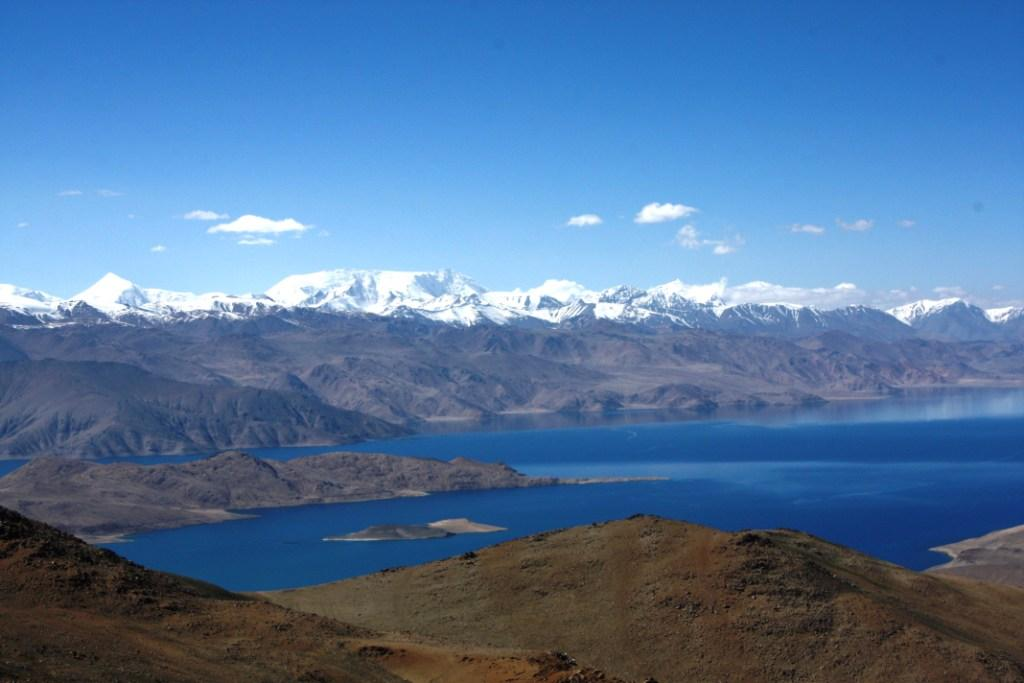
Вершина Уртабуз. Вдали — Пик Ленина. Внизу — озеро Каракуль

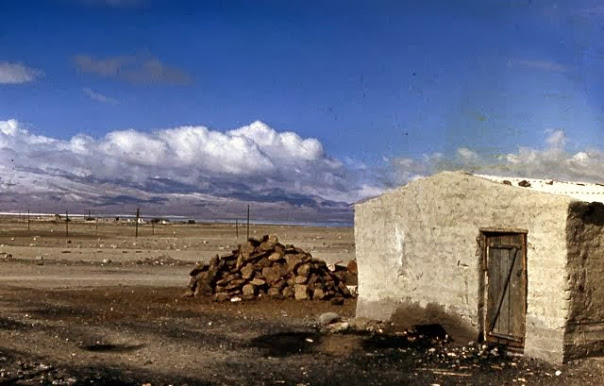
У озера Каракуль

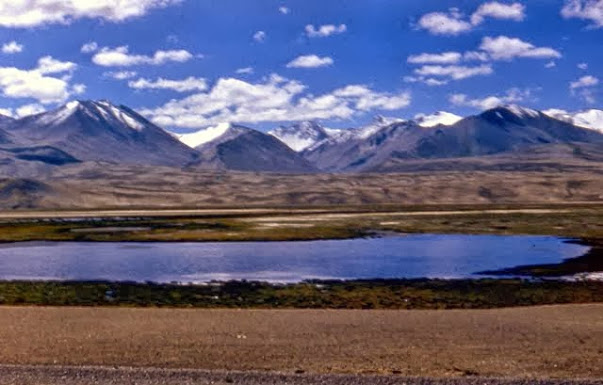
Вид на озеро с Памирского тракта

Выступающий с юга полуостров и остров Северный, находящийся в непосредственной близости от северного берега, разделяют озеро на две части — более мелкую (глубина до 22,5 м) восточную с многочисленными мелкими заливами и плоскими мысами и более крупную западную, глубина которой доходит до 236 м. Ширина пролива между двумя частями — 1 километр. Остров Северный соединяется с берегом узкой косой, которая затапливается в высокую воду. Длина острова — 8 км, ширина — 4 км.
Поверхность озера имеет ярко-синий цвет. Вода в озере горько-солёная, прозрачность до 9 м. В устье рек, где вода более пресная, водятся немногочисленные рыбки-гольцы. Зимой озеро покрыто льдом (с конца ноября по апрель), максимальная толщина которого в феврале превышает 1 метр. Летом вода прогревается до 12 °C.
Район Кара-Куля очень сух, с крайне малым количеством осадков. По берегам озера изредка произрастают терескан, полынь и ковыль, чередующиеся с пространствами, покрытыми солью. Впадают несколько рек, основные из которых — Караджилга, Карарт, Акджилга и Музкол.
Рядом с озером, на Памирском тракте находится небольшая сельская община Каракуль.

## Ударный кратер
Геологические исследования депрессии озера Кара-Куль в сочетании с изучением космических снимков озера позволили ряду учёных диагностировать впадину озера Кара-Куль как возможную астроблему. В некоторых типах горных пород депрессии выражены эффекты ударного метаморфизма. Возраст наиболее молодых пород, измеренных калий-аргоновым методом датирования, составляет 230—190 миллионов лет.